# George Meyer (Drehbuchautor)

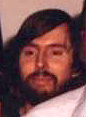
George Meyer (1992)

George Meyer (* 1956 in Pennsylvania) ist ein US-amerikanischer Drehbuchautor. Er wurde mit dem Emmy-Award ausgezeichnet und ist vor allem für seine Mitarbeit an der Serie Die Simpsons bekannt.

## Leben
Meyer wuchs in Arizona auf. Zu seiner Familie, die deutschen Ursprung hat, zählen acht Geschwister. Nach eigenen Aussagen war er mit seiner katholischen Erziehung nie zufrieden und bezeichnet sich heute als Atheist. Anderen Glaubensrichtungen steht er jedoch tolerant gegenüber. Obwohl seine Eltern seiner Meinung nach glücklich verheiratet sind, ist er selbst gegen die Ehe. Er sieht die Ehe lediglich als Ideal der Gesellschaft. Er hat eine Tochter, die sich Poppy Valentina nennt. Der Name wurde abgeleitet von der ersten Frau im Weltall, Valentina Tereshkova.
Meyer studierte, wie auch einige andere Autoren der Simpsons, an der Harvard University. Dort machte er sich unter anderem als Präsident für das Harvard Lampoon einen Namen. 1977 veröffentlichte er gemeinsam mit anderen Journalisten das Harvard Lampoon Big Book of College Life. 1978 absolvierte er sein Studium in biologischer Chemie. Danach verdiente er bis 1981 Geld mit mehreren kleinen Jobs.
Seine Fähigkeiten als Entertainer entdeckte Meyer während seiner Zeit in Harvard.
Nach seinem Studium verschlug es ihn nach New York, wo er für David Letterman und Saturday Night Live Drehbücher schrieb. Er hatte jedoch Beziehungsprobleme und war mit seiner Aufgabe bei Saturday Night Live nicht glücklich. Meyer entschloss sich New York zu verlassen und zog nach Boulder (Colorado). Seine Motive für den Umzug waren nach eigenen Angaben die Liebe zu Hunderennen, die vielen Buchläden sowie der Wille für einen Neustart.
1987 gründete er das elektronische Magazin Army Man, das kurz darauf Kultstatus erlangte. Einer seiner Leser war Sam Simon, der Produzent einer neuen Sitcom mit dem Namen The Simpsons. 1989 wurde Meyer schließlich von Simon gebeten, sich als Autor dem Team anzuschließen. Seit diesem Zeitpunkt schrieb er mehrmals für Die Simpsons. Er war unter anderem im Autorenteam für Die Simpsons – Der Film. 1995 wollte Meyer am Ende der sechsten Staffel das Autorenteam kurzzeitig verlassen. Seine Kollegen erklärten ihm jedoch, er sei unverzichtbar und konnten ihn somit überreden wieder zurück ins Team zu kommen. Meyer war dafür bekannt, trotz seiner zahlreichen Ideen auf die ihm gebührende Anerkennung zu verzichten. Er bestand nie darauf, als Autor angeführt zu werden.

„George hat bei den Simpsons nie die Autorenschaft beansprucht, obwohl er eine Ideenmaschine war. Es gibt eine entscheidende zehnjährige Phase der Simpsons, in der er gar nicht in den Credits auftaucht, obwohl zahllose Witze von ihm stammen.“

## Werke
Meyer hat bis heute zwölf Episoden der Simpsons geschrieben. Tauschgeschäfte und Spione ist seine erste Episode; gemeinsam mit Mike Scully schrieb er seine letzte Episode Ich bin bei dir, mein Sohn. Meyers Kollegen schätzten ihn immer sehr. Mike Scully hielt ihn für den besten Autor in Hollywood und er sagte auch, dass Meyer für den Erfolg der Simpsons nach etlichen Jahren hauptverantwortlich sei. Sein Misstrauen gegenüber sozialen Einrichtungen spiegelt sich in manchen Simpsons-Episoden in den Verhaltensweisen der Charaktere wider. Obwohl er sich vom Christentum klar abgewandt hat, sieht er den Faktor Glauben als wichtigen Bestandteil der Simpsons. In einem Interview erklärt er, dass Witze über etwas Wesentliches wie die Religion besser bei den Zuschauern ankommen, als Scherze über belanglose Themen. Bill Oakley betonte, dass Meyer von Beginn an mit dabei sei und für Tausende von brillanten Witzen und Handlungswechseln verantwortlich sei. 1988 veröffentlichte er mit einigen anderen Autoren wie David Sacks und Max Pross das Army Man Magazin. Die erste Ausgabe schrieb Meyer größtenteils selbst. Die Eigenproduktion zählte zu den wichtigsten Details der legendären Anfänge des Magazins. Später wurden viele Mitwirkende des Army Man Magazins auch Teil des Autorenteams der Simpsons. Durch Meyers Erfolg und Einfluss auf die Simpsons wurde Army Man wiederum zu einem Mysterium. In einem Interview mit Mike Sacks versuchte Meyer jedoch Army Man herunterzuspielen. Es war ihm peinlich, dass es als monumentales Comedy-Werk angesehen wurde. Für ihn war es nur eine kleine alberne Eskapade, die nie in die Geschichte eingehen sollte.
Meyer ist bekannt dafür, freiwillig unbeliebte Aufgaben zu übernehmen und anderen bei der Korrektur ihrer Werke behilflich zu sein. Er hat sogar einen Ehrenkodex, der wie folgt lautet: 1. Sei anwesend, 2. Arbeite hart, 3. Sei freundlich, 4. Geh Unannehmlichkeiten nicht aus dem Weg.

“Other than death and speaking in public, one of the big fears that everybody shares is that the joke will have been on them.”

„Neben der Angst vor dem Tod und dem Auftreten vor der Öffentlichkeit, ist die Furcht davor, dass der Witz einen selbst betrifft, eine Angst, die wir alle miteinander teilen.“